# Scrophularia kansuensis
Scrophularia kansuensis är en flenörtsväxtart som beskrevs av Alexander Feodorowicz Batalin. Scrophularia kansuensis ingår i släktet flenörter, och familjen flenörtsväxter. Inga underarter finns listade i Catalogue of Life.